# Храм Космы и Дамиана в Шубине
Храм Святых бессребреников Космы и Дамиана в Шубине (храм Благовещения Пресвятой Богородицы) — православный храм в Тверском районе Москвы. Относится к Иверскому благочинию Московской епархии Русской православной церкви.
Главный престол храма освящён в честь Благовещения Пресвятой Богородицы, придел — во имя святых бессребреников и чудотворцев Космы и Дамиана. Настоятель — протоиерей Александр Борисов.

## История храма
Храм Космы и Дамиана в Шубине находится в самом начале Столешникова переулка недалеко от памятника князю Юрию Долгорукому.
«Шубниками» предположительно называли местность, населённую скорняками, торговавшими шубами и мехами. По другой версии, в этом месте в XIV веке находился двор боярина Иакинфа Шубы, скрепившего своей подписью духовную грамоту Великого князя Московского Дмитрия Донского. В XVIII веке часть современного Столешникова переулка от Тверской площади до Большой Дмитровки именовалась Шубиным переулком, а с конца XVIII века до 1922 года носила название Космодамиановский переулок по наименованию церкви.
Первое упоминание о церкви есть в Софийском временнике под 1368 годом, где значится, что воевода Дмитрия Донского «Иакинф Шуба имел двор около Тверской, основал церковь своего имени Иакинфа, в ней затем явился второй придел Космы и Дамиана».
В архивных документах упоминание о храме впервые встречается в 1625 году. В это время храм был деревянным и имел приделы Николая Чудотворца и священномученика Поликарпа.
В 1626 году во время пожара храм сгорел, на его месте начали строить новый каменный. Главный престол нового храма был освящён во имя Благовещения Пресвятой Богородицы, а престол во имя Космы и Дамиана до 1858 года располагался в трапезной церкви. Хотя точная дата окончания строительства нового каменного храма неизвестна, исследование каменной кладки показало, что оно растянулось до середины XVII века, о чём свидетельствует обнаруженный реставраторами в кладке орленый кирпич.
По Описной книге церквей Белого города 1657 года есть запись: «церковь Козмы и Дамиана, что на Шубине, каменная, а мерою под церковь земли и кладбища в длину 19 сажень поперечь 19 же сажен и то кладбище пространно… огорожено надолбами изретка». В 1680 и 1683 годах в храме дважды служил патриарх Иоаким — «патриарх ходил в церковь Космы и Дамиана, что на Тверской улице, в Шубине, на отпевание и погребение». К началу XVIII века храм носил название «Церковь Космы и Дамиана, в Шубине, за золотою решеткою, придельная, а настоящий храм Благовещения».
К началу XVIII века здание храма обветшало, в 1703 году началась его капитальная перестройка, однако в 1714 году работы были прерваны в связи с указом о запрете каменного строительства в Москве. Разрешение о возобновлении строительства было получено в 1722 году: «1722 года октября 6-го дня запечатан указ о строении церкви по челобитью церкви Космы и Дамиана, что в Шубине, попа Дмитрия Иванова с прихожаны, велено им недостроенную тоя каменную Космодемьянскую церковь противу указу достроить».
В 1773 году во время сильного пожара храм сильно пострадал, восстановительные работы были произведены в храме в 1785 году. В сентябре 1812 года у стен церкви Космы и Дамиана по «повелению французского начальства» наполеоновские солдаты расстреляли «зажигальщиков Москвы» — обвинённых в поджогах москвичей. По имеющимся данным, во время пожара 1812 года храм не пострадал.
В 1821—1824 годах под руководством архитектора Комиссии строений Москвы Александра Элькинского на средства, собранные «прихожанами и благотворителями», было осуществлено строительство северного придела во имя Воскресения Словущего, были перестроены апсиды и колокольня. В 1840—1842 годах «усердием церковного старосты, почётного гражданина Московской 1-й гильдии купца» В. И. Борисовского было улучшено внутреннее убранство храма, установлен трехъярусный иконостас с колоннами.

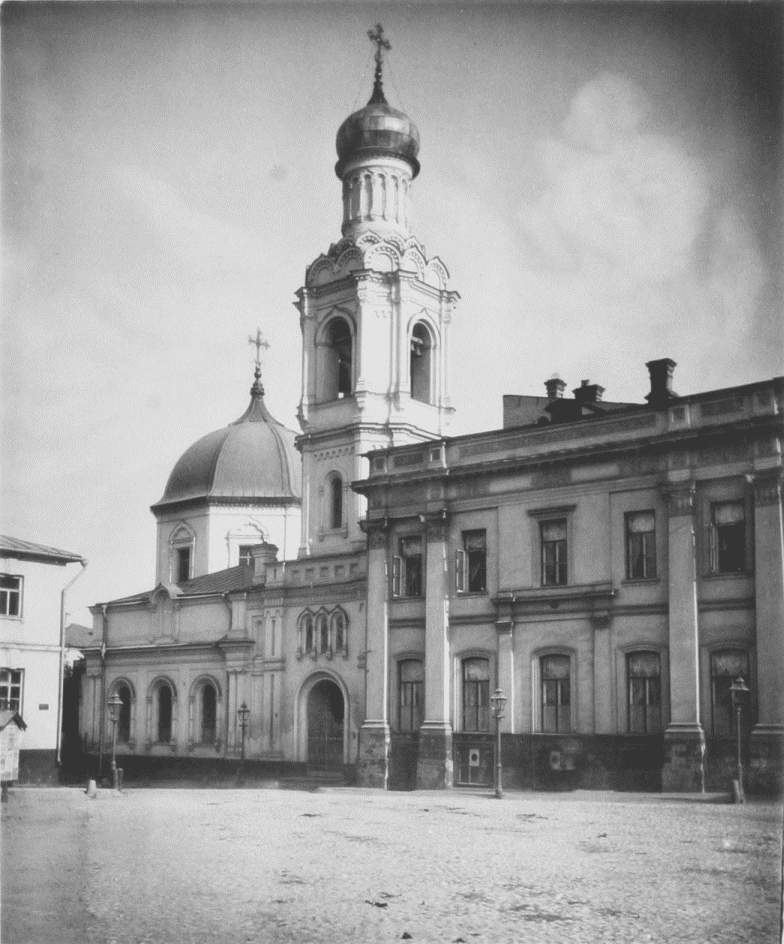
Храм в 1882 году. Фотография из альбома Николая Найдёнова

В 1857—1858 годах «усердием почётных граждан» А. В. и И. В. Борисовских на месте разобранной колокольни была сооружена паперть, а новая колокольня в духе эклектики была сооружена в северо-западном углу здания. Тогда же был построен южный придел с престолом во имя Святых бессребреников Космы и Дамиана.
Прихожанами храма были князья Гагарины, Урусовы, Одоевские и Сонцевы-Засекины, дворяне Чертковы, Мещеряковы, Дохтуровы, Тютчевы, Кожины.
В 1910-х годах регентом храма был композитор духовной музыки Павел Чесноков. 8 марта 1916 года здесь отпевали художника Василия Сурикова, скончавшегося двумя днями ранее в гостинице «Дрезден». С 1914 года до закрытия храма в нём служил священник Пётр Ильин — впоследствии епископ Иларий. Старостой храма был Илья Комов (дед скульптора Олега Комова).
В 1922 году из церкви были изъяты материальные ценности, а в 1929 году её закрыли. Сначала в ней размещалось хранилище Библиотеки иностранной литературы, а позднее в 1970-х годах — типография хозяйственного управления Министерства культуры СССР.
В 1933 году колокольня был разрушена до второго яруса. Вплотную к храму был пристроен жилой дом с рестораном «Арагви». В конце 1950-х годов храм предполагалось снести, а на его месте построить жилой дом. В 1977—1979 годах в храме проводились реставрационные работы (архитектор О. В. Череватая), был частично восстановлен облик главного храма. В притворе храма художником А. Карнауховым была сделана мозаика святых покровителей храма — Космы и Дамиана. Реставрационные и восстановительные работы в храме проводятся по сей день.

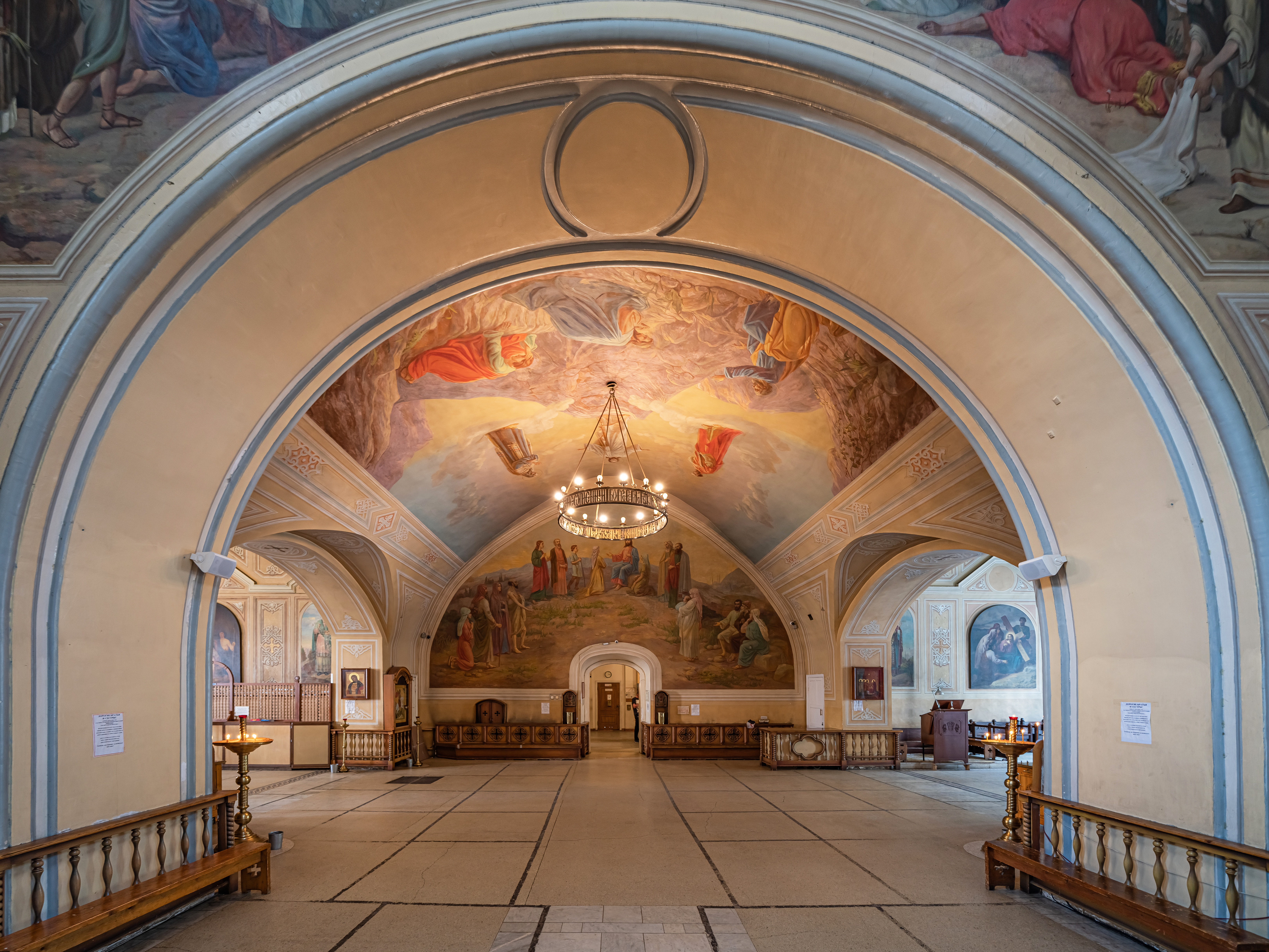
Интерьер храма

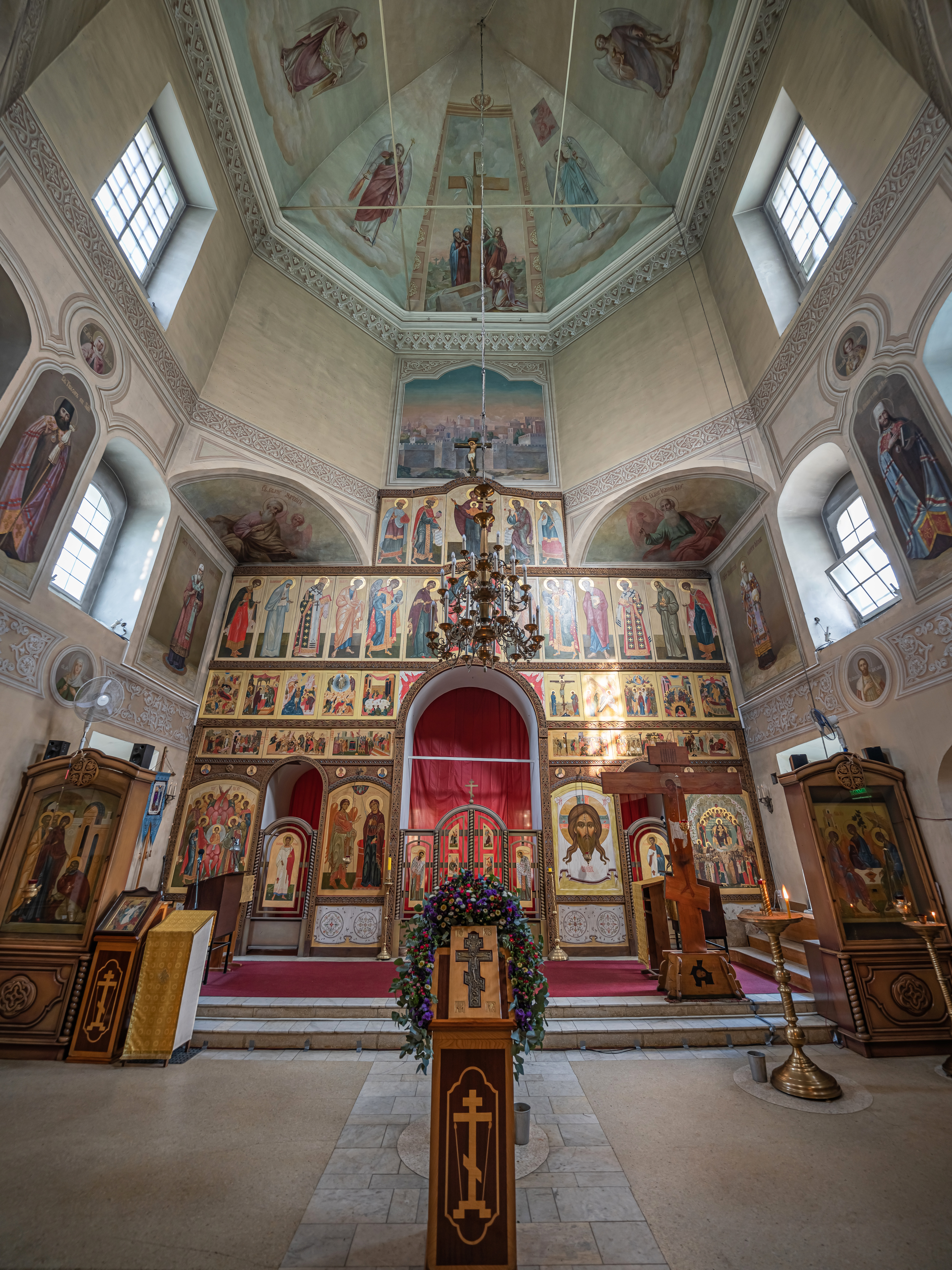
Иконостас

Летом 1991 года по благословению патриарха Алексия II в храме были возобновлены богослужения, настоятелем был поставлен священник Александр Борисов. С 1992 по 1996 годы в храме служил священник Владимир Лапшин, который сейчас является настоятелем храма Успения Пресвятой Богородицы на Успенском Вражке. С 1993 года до своей смерти в 2007 году в храме служил священник Георгий Чистяков.
13 ноября 1997 года в церковь по благословению патриарха Алексия II была возвращена храмовая икона Святых Космы и Дамиана, хранившаяся с 1929 года в соседнем храме Воскресения Словущего в Брюсовом переулке.
14 ноября 2000 года патриарх Алексий II совершил в храме Божественную литургию в честь престольного праздника Святых бессребренников Космы и Дамиана, во время которой настоятель храма Александр Борисов был возведен им в сан протоиерея и была освящена икона с мощами блаженной Матроны Московской.

## Духовенство
- Протоиерей Александр Борисов, настоятель
- Протоиерей Александр Кузин
- Протоиерей Иоанн Власов
- Иеромонах Иоанн (Гуайта), штатный клирик прихода храма
- Священник Петр Коломейцев
- Диакон Сергий Булычёв
- Диакон Александр Константинов[3]

## Святыни храма
- Икона свв. бесср. Космы и Дамиана
- Страстная икона Божией Матери
- Икона блж. Матроны Московской с частицей мощей

## Патриарх Алексий II о приходе
Девять лет тому назад начались богослужения в этом храме. Как и множество храмов Москвы и России, храм был разорён, опустошён, но за девять лет ему возвращено прежнее благолепие, и сейчас здесь живой приход, который собирается на общую соборную молитву в своём храме — храме, который восстанавливался под руководством отца настоятеля руками всего прихода. Прихожане особенно остро чувствуют свою сопричастность к возрождению храма, к преодолению того разорения, которое было здесь, потому что радость воссоздания былого благолепия в порушенном храме объединяет людей и создаёт начало приходской общине. (ноябрь 2001).
Помимо богослужений в приходе собираются группы по изучению Священного Писания, церковному и христианскому пению, иконописанию, проводятся огласительные встречи (катехизация), благотворительная работа. Приход опекает две больницы — Республиканскую детскую клиническую больницу и Институт протезирования, несколько детских домов. Три раза в неделю в храме кормят около 300 бездомных. Каждый день разносят бесплатные обеды престарелым и инвалидам, живущим в окрестных домах. Работает группа милосердия, оказывается помощь беженцам, многодетным, пенсионерам. Прихожане работают с заключёнными (пишут письма, посылают книги, бельё, предметы первой необходимости). С самого первого дня в храме открыта воскресная школа, ведётся работа с молодёжью и подростками. Для взрослых прихожан устраиваются беседы по подготовке к крещению (причём крещение совершается бесплатно).